# Bá tước

Mũ miện của Bá tước (huy hiệu Tây Ban Nha)

Bá tước (hoặc nữ bá tước nếu là phụ nữ) là một tước hiệu quý tộc ở các quốc gia Châu Âu. Trong tiếng Anh từ count có nghĩa là "bá tước", bắt nguồn từ tiếng Pháp comte, từ này lại có nguồn gốc tiếng Latin comes - trong "thể đối cách" (accusative case) comitem của từ này có nghĩa là "người thân cận", sau đó là "người thân cận của hoàng đế, người ủy quyền của hoàng đế".
Tuy nhiên, ở Anh và Ai-len tước hiệu này gọi là earl (vợ của bá tước vẫn được gọi là "countess", vì tiếng Anh thiếu thuật ngữ thay thế). Ở Đức bá tước được gọi là Graf/Gräfin.

## Định nghĩa
Cuối thời kỳ cuối Đế quốc La Mã, chức vụ comes trong tiếng La tinh có nghĩa là "người đồng hành cùng hoàng đế". Đây là tước hiệu cao của các vị đại thần và các quan chức cấp tỉnh, hoặc quân sự hoặc hành chính. Về thực quyền quân sự, chức vụ Comes chỉ đứng sau chức vụ Rex và Dux. 
Trong Đế quốc Tây La Mã, Comes để chỉ một chỉ huy quân sự, nhưng không phân thứ hạng cụ thể. Tại Đế quốc Đông La Mã, Comes là một chỉ huy quân sự có phân hạng rõ ràng (chỉ huy 200 người).

## Danh hiệu trong các ngôn ngữ khác nhau

### Các từ bắt nguồn từ tiếng Latin "comes"
| Ngôn ngữ                    | Nam giới                                                                                               | Nữ giới / vợ                                                                     | Lãnh địa |
| --------------------------- | --- | -------------------------------------------------------------------------------- | --- |
| tiếng Albania               | Kont                                                                                                   | Konteshë                                                                         | |
| Tiếng Armenia               | Կոմս (Koms)                                                                                            | Կոմսուհի (Komsuhi)                                                               | |
| Tiếng Bulgaria              | Кмет (Kmet), present meaning: mayor; medieval (9th-century) Комит (Komit): hereditary provincial ruler | Кметица (Kmetitsa), woman mayor / Кметша (Kmetsha), mayor's wife                 | Кметство (Kmetstvo); medieval Комитат (Komitat) |
| Tiếng Quảng Đông            | Pak Tsoek 伯爵 (Bá tước)                                                                               | Neoi Pak Tsoek 女伯爵 (Nữ bá tước) / Pak Tsoek Fu Yan 伯爵夫人, bá tước phu nhân | |
| Tiếng Catala                | Comte                                                                                                  | Comtessa                                                                         | Comtat |
| Tiếng Đan Mạch              | | Komtesse (Con gái độc thân của bá tước.)                                         | |
| Tiếng Anh                   | Count (applies to title granted by monarchies other than the British where Earl applies)               | Countess (even where Earl applies)                                               | Earldom for an Earl; Countship hoặc county for a count, but the last is also, and indeed rather, in English-Speaking countries an administrative district |
| Tiếng Pháp                  | Comte                                                                                                  | Comtesse                                                                         | Comté |
| Tiếng Hungary               | Vikomt                                                                                                 | Vikomtessz                                                                       | These forms are now archaic and/or literary; Gróf is used instead.                                                                                        |
| Tiếng Ireland               | Cunta; Iarla                                                                                           | Cuntaois, Baniarla                                                               | Honorary title only; iarla does not derive from Latin comes but rather from English "earl".                                                               |
| Tiếng Ý                     | Conte                                                                                                  | Contessa                                                                         | Contea, Contado, Comitato |
| Tiếng Hy Lạp                | Κόμης (Kómēs)                                                                                          | Κόμησσα (Kómēssa)                                                                | Κομητεία (Komēteía); ở quần đảo Ionia dùng thuật ngữ tiếng Ý tương ứng Kóntes, Kontéssa để thay thế                                                       |
| Tiếng Nhật                  | Hakushaku 伯爵                                                                                         | Hakushaku fujin 伯爵婦人                                                         | |
| Latin (biệt ngữ phong kiến) | Comes                                                                                                  | Comitissa                                                                        | Comitatus |
| Tiếng Malta                 | Konti                                                                                                  | Kontessa                                                                         | |
| Phương ngữ Monaco           | Conte                                                                                                  | Contessa                                                                         | |
| Tiếng Na Uy                 | | Komtesse (con gái độc thân của bá tước.)                                         | |
| Tiếng Bồ Đào Nha            | Conde                                                                                                  | Condessa                                                                         | Condado |
| Tiếng România               | Conte                                                                                                  | Contesă                                                                          | Comitat |
| Tiếng Romansh               | Cont                                                                                                   | Contessa                                                                         | |
| Tiếng Tây Ban Nha           | Conde                                                                                                  | Condesa                                                                          | Condado |
| Tiếng Thụy Điển             | Greve                                                                                                  | Grevinna                                                                         | Grevskap |
| Tiếng Thổ Nhĩ Kỳ            | Kont                                                                                                   | Kontes                                                                           | Kontluk |

### Các từ tương đồng với từ "Graf" trongtiếng Đức
(một số trường hợp không rõ ràng)
| Ngôn ngữ         | Nam giới                       | Nữ giới / vợ       | Lãnh địa            |
| ---------------- | ------------------------------ | ------------------ | ------------------- |
| Afrikaans        | Graaf                          | Gravin             | Graafskap           |
| Tiếng Belarus    | Граф (Hraf)                    | Графiня (Hrafinia) | Графствa (Hrafstva) |
| Tiếng Bulgaria   | Граф (Graf)                    | Графиня (Grafinya) | Графство (Grafstvo) |
| Tiếng Croatia    | Grof                           | Grofica            | Grofovija           |
| Tiếng Séc        | Hrabě                          | Hraběnka           | Hrabství            |
| Tiếng Đan Mạch   | Greve                          | Grevinde           | Grevskab            |
| Tiếng Hà Lan     | Graaf                          | Gravin             | Graafschap          |
| Tiếng Anh        | Grave                          | Gravine            | Graviate            |
| Tiếng Estonia    | Krahv                          | Krahvinna          | Krahvkond           |
| Tiếng Phần Lan   | Kreivi                         | Kreivitär          | Kreivikunta         |
| tiếng Đức        | Graf                           | Gräfin             | Grafschaft          |
| Tiếng Hy Lạp     | Γράβος                         |                    |                     |
| Tiếng Hungary    | Gróf                           | Grófnő, Grófné     | Grófság             |
| Tiếng Iceland    | Greifi                         | Greifynja          |                     |
| Tiếng Latvia     | Grāfs                          | Grāfiene           | Grāfiste            |
| Tiếng Litva      | Grafas                         | Grafienė           | Grafystė            |
| Tiếng Luxembourg | Graf                           | Gräfin             |                     |
| Tiếng Macedonia  | Гроф (Grof)                    | Грофица (Grofica)  |                     |
| Tiếng Na Uy      | Greve                          | Grevinne           | Grevskap            |
| Tiếng Ba Lan     | Hrabia                         | Hrabina            | Hrabstwo            |
| Tiếng România    | Grof (khác: "Conte", bên trên) |                    |                     |
| Tiếng Nga        | Граф (Graf)                    | Графиня (Grafinya) | Графство (Grafstvo) |
| Tiếng Serbia     | Гроф                           | Грофица            | Грофовија           |
| Tiếng Slovak     | Gróf                           | Grófka             | Grófstvo            |
| Tiếng Slovene    | Grof                           | Grofica            | Grofija             |
| Tiếng Thụy Điển  | Greve                          | Grevinna           | Grevskap            |
| Tiếng Ukraina    | Граф (Hraf)                    | Графиня (Hrafynya) | Графство (Hrafstvo) |